# Calythea nigricans
Calythea nigricans är en tvåvingeart som först beskrevs av Robineau-desvoidy 1830.  Calythea nigricans ingår i släktet Calythea och familjen blomsterflugor. Arten är reproducerande i Sverige. Inga underarter finns listade i Catalogue of Life.